# Fireball XL5
Fireball XL5 was een Britse sciencefictiontelevisieserie voor kinderen, geproduceerd in 1962 door Gerry en Sylvia Anderson via hun bedrijf APF. De serie werd gemaakt in samenwerking met ATV voor ITC Entertainment.
De serie gebruikte Andersons Supermarionation marionetten, een speciaal soort marionetten die voor het eerst werden gebruikt in Four Feather Falls (1960), en later in onder andere Supercar (1961–1962), Stingray (1964–1965), Thunderbirds (1965–1966), Captain Scarlet (1967–1968), en Joe 90 (1968–1969). De special effects in Fireball XL5 werden gedaan door Derek Meddings. De muziek werd gecomponeerd door Barry Gray.
De serie bestond uit 39 zwart-wit afleveringen van ongeveer 30 minuten. Het was Andersons laatste serie in zwart-wit. Vanaf Stingray begon hij met series in kleur. De serie was een groot succes, en was Andersons eerste serie die ook werd verkocht aan een Amerikaanse zender (NBC).
De serie wordt vaak verward met Planet Patrol (alias Space Patrol) vanwege de gelijk ogende omgevingen en thema’s.

## Inhoud en achtergrond
De serie speelt zich af in 2062, en draait geheel om het ruimteschip Fireball XL5, onder bevel van Kolonel Steve Zodiac van de World Space Patrol. Andere bemanningsleden zijn Docter Venus, de navigator en monteur Professor Matthew Matic, en Zodiacs copiloot Robert de Robot. Robert was uniek omdat hij transparent was, en omdat hij het enige personage was in een Gerry Anderson serie wiens stem door Gerry Anderson zelf werd ingesproken.
Fireball XL5 is gestationeerd in Space City, gelokaliseerd op een niet bij naam genoemd eiland in de Grote Oceaan. Deze stad is het hoofdkwartier van de World Space Patrol, onder leiding van Commandant Zero. Zero wordt bijgestaan door Luitenant Ninety (wiens naam later als inspiratie diende voor de naam van een ander Anderson personage, Joe 90). Het hoofdkwartier is gelegen in een roterende controletoren. Fireball XL5 wordt indien nodig vanuit deze stad gelanceerd via een lanceerrail.
Het schip is verdeeld in twee secties. De gevleugelde neussectie, ook bekend als Fireball Junior bevatte de cockpit en kon loskoppelen van het hoofdgedeelte voor landingen op andere planeten. De rest van het schip bevatte een laboratorium, en brandstof en raketten voor interplanetaire reizen. De crew droeg nooit ruimtepakken, maar namen zogenaamde "zuurstofpillen" (oxygen pills) in om te overleven in vacuüm ruimtes en konden zich in zwaartekrachtloze plaatsen voortbewegen met raketriemen of hover-bikes.

## Introsong en merchandising
Fireball XL5 had zowel voor de opening als sluitings een themalied. Die laatste, geschreven door Barry Gray en ingezongen door Don Spencer, werd binnen Engeland een kleine hit.
Daarnaast bracht de serie een aantal merchandising spin-offs voort zoals speelgoed, bouwmodellen en boeken. In Engeland werden vier Fireball XL5 boeken gedrukt. In Amerika publiceerde Gold Key Comics een eenmalig Fireball XL5 stripboek.

## Personages en stemacteurs
- Kolonel Steve Zodiac: piloot en officier van Fireball XL5 (stem door Paul Maxwell)
- Docter Venus: doktor gespecialiseerd in Space Medicine, dient 5 jaar aan boord van de XL5 (stem door Sylvia Anderson)
- Professor Matthew Matic: monteur, navigator en wetenschapper van de XL5 (stem door David Graham)
- Robert de Robot: copiolot van XL5, uitgevonden door Professor Matic (stem door Gerry Anderson)
- Zoonie the Lazoon: luie semi-telepathische huisdier van Dr. Venus. Is afkomstig van de planeet Colevio (stem door David Graham)
- Commandant Wilbur Zero: commandant van de World Space Patrol en bevelhebber over Space City (stem door John Bluthal)
- Lieutenant Ninety: assistant van Commandant Wilbur Zero. (stem door David Graham)
- Jonathan Zero: Commandant Zero's jonge zoon.
- Jock Campbell: Space City's hoofdmonteur
- Eleanor Zero: commandant Zero's vrouw

## Afleveringen
1. Planet 46
2. The Doomed Planet
3. Space Immigrants
4. Plant Man From Space"
5. Spy In Space
6. The Sun Temple
7. XL5 To H2O
8. Space Pirates
9. Flying Zodiac
10. Space Pen
11. Space Monster
12. The Last of the Zanadus
13. Planet Of Platonia
14. The Triads
15. Wings of Danger
16. Convict in Space
17. Space Vacation
18. Flight to Danger
19. Prisoner on the Lost Planet
20. The Forbidden Planet
21. Robert to the Rescue
22. Dangerous Cargo
23. Mystery of the TA2
24. Drama at Space City
25. 1875
26. The Granatoid Tanks
27. The Robot Freighter Mystery
28. Whistle for Danger
29. Trial by Robot
30. A Day in the Life of a Space General
31. Invasion Earth
32. Faster Than Light
33. The Day the Earth Froze
34. The Fire Fighters
35. Space City Special
36. Ghosts of Space
37. Hypnotic Sphere
38. Sabotage
39. Space Magnet

## In andere media
- De introsong van Fireball XL5 werd gezongen door Sean Pertwee in de 2000 London gangster film Love, Honour and Obey in een Karaokescène.
- Naast de vele spin-off titels kwam Fireball XL5 ook voor in Marvel Comics als een televisieserie waar Meggan altijd naar keek voordat ze Captain Britain ontmoette.
- Sommige scènes uit Fireball XL5 werden getoond in de Tom Hanks-film That Thing You Do, bekeken door Lenny en James op de televisie de winkel van Guys vader.
- Elementen van Fireball XL5 werden getoond in een aflevering van New Captain Scarlet, getiteld "Mercury Falling".
- De Britse heavymetalmuzikant Steve Zodiac leende de naam van de held uit Fireball XL5.
- Een spin-off-stripserie werd gepland door Gold Key Comics,[1] maar slechts 1 deel werd gepubliceerd.

## Vertalingen
- Frans: Fusée XL5

## Referentie
1. ↑  Steve Zodiac and the Fireball XL5